# Леон Авдуллаху
Леон Авдуллаху (фр. Leon Avdullahu, нар. 23 лютого 2004, Золотурн, Швейцарія) — швейцарський футболіст албанського походження, півзахисник клубу «Базель».

## Ігрова кар'єра

### Клубна
Леон Авдуллаху народився у місті Золотурн і займатися футболом починав в місцевих клубах. Влітку 2018 року футболіст перейшов до молодіжної команди «Базеля», де в складі команди (U-18) став переможцем національної першості. В липні 2023 року Авдуллаху підписав з клубом професійний контракт і був переведений до основного складу.
13 серпня 2023 року Авдуллаху дебютував у складі «Базеля» в чемпіонаті країни. В сезоні 2024/25 Авдуллаху в складі «Базеля» став чемпіоном Швейцарії та виграв національний Кубок.

### Збірна
З 2019 року Леон Авдуллаху почав виступи на міжнародній арені в складі юнацьких збірних Швейцарії. В листопаді 2023 року футболіст провів першу гру в складі молодіжної збірної Швейцарії.

## Титули
Базель
 Чемпіон Швейцарії: 2024/25
 Переможець Кубка Швейцарії: 2024/25